# Calliandra metrosideriflora
Calliandra metrosideriflora là một loài thực vật có hoa trong họ Đậu. Loài này được (Schltdl.) Benth. ex Jackson miêu tả khoa học đầu tiên năm 1895.